# Цимбалару Анжеліка Дмитрівна
Цимбалару Анжеліка Дмитрівна (нар. 25 лютого 1966 року, м. Болград, Одеська область) — доктор педагогічних наук, старший науковий співробітник лабораторії початкової освіти Інституту педагогіки НАПН України, переможниця Всеукраїнського конкурсу «Учитель року» . Мати А. Цимбалару.

## Життєпис
Народилася 25 лютого 1966 року у місті Болград, Одеська область.
Закінчила середню школу №3 м. Болграда Одеської області (з золотою медаллю), навчалася в Ізмаїльському державному педагогічному інституті за спеціальністю «Педагогіка і методика початкового навчання". Отримала кваліфікацію вчителя початкових класів (диплом з відзнакою).
Трудову діяльність почала в рідній школі №3 м. Болграда Одеської області, спочатку працюючи вихователем групи продовженого дня, а потім - учителем початкових класів. Була переможцем районного та призером обласного туру конкурсу «Вчитель року», лауреатом ІІ Всеукраїнського конкурсу «Творимо здоров’я душі і тіла». Очолювала районний експериментальний майданчик з апробації авторської методики формування цілісності знань учнів.
Після завершення аспірантури Південноукраїнського державного педагогічного університету ім. К. Д. Ушинського (м. Одеса) захистила дисертацію на здобуття наукового ступеня кандидата педагогічних наук за спеціальністю 13.00.04 – теорія і методика професійної освіти.
Трудову діяльність продовжила в Інституті педагогіки НАПН України спочатку на посаді  наукового співробітника лабораторії педагогічних інновацій, затим старшого наукового співробітника лабораторії педагогічних інновацій, а згодом - відділу початкової освіти. Захистила дисертацію на здобуття наукового ступеня доктора педагогічних наук за спеціальністю 13.00.09 – теорія навчання. Очолила відділ початкової освіти Інституту педагогіки Національної академії педагогічних наук України.
Була вченим секретарем науково-методичної ради Інституту педагогіки НАПН України й членом редколегії фахових видань Інституту педагогіки НАПН України «Український педагогічний журнал», «Проблеми сучасного підручника».
У сфері наукових інтересів – дослідження проблеми проєктування освітніх систем в галузі початкової освіти.
Автор понад 100 наукових і науково-методичних праць, підручників і посібників для початкової ланки закладів загальної середньої освіти. Серед них: монографія «Педагогічне проєктування освітнього простору в школі І ступеня: теорія і практика», посібник «Педагогічне проєктування», навчально-методичні комплекти для початкової школи, створені у межах Всеукраїнського експерименту і Міжнародного освітнього проєкту «Освіта для сталого розвитку в дії».
Входила до робочої групи з підготовки проєкту Державної цільової програми «Школа майбутнього»; долучалась до дослідження «Розробка і впровадження інноваційних моделей загальноосвітнього навчального закладу в межах програми «Школа майбутнього» за субкомпонентом 3.1. «Планування політики та управління».
У складі робочих груп Міністерства освіти і науки України брала участь у підготовці Навчальних програм для 1-4 класів, Інструкції та методичних рекомендацій щодо ведення класного журналу в 1-4 класах загальноосвітніх навчальних закладів
, орієнтовних вимог до змісту атестаційних завдань для проведення ДПА у 4-х класах загальноосвітніх навчальних закладів, інструктивно-методичних матеріалів щодо приймання й зарахування дітей до першого класу загальноосвітніх навчальних закладів, аналітичної записки «Про зміст загальної середньої освіти», плану заходів з реалізації Концепції національно-патріотичного виховання дітей та молоді, проєкту Концепції початкової освіти, орієнтовних вимог до контролю та оцінювання навчальних досягнень учнів 1-4 класів загальноосвітніх навчальних закладів, методичних рекомендацій до початку кількох навчальних років тощо.
Очолювала комісію з педагогіки та методики початкового навчання Науково-методичної ради з питань освіти МОН України.
Була головою журі завершального туру всеукраїнських конкурсів «Учитель року – 2014» у номінації «Початкові класи» й «Учитель року – 2017» в номінації «Початкова освіта».
Здійснювала наукове керівництво всеукраїнським експериментом за темою «Дидактико-методичне і навчальне забезпечення реалізації концептуальних засад реформування початкової загальної освіти». Нині є науковим керівником освітнього проєкту «Світ чекає крилатих», у межах якого підготовлено освітню програму, інтегровані інноваційні навчальні посібники-журнали й дидактичні матеріали для 1-4 класів.

### Освіта
- Ізмаїльський державний гуманітарний університет, спеціальність «Педагогіка і методика початкового навчання»
- Південноукраїнський національний педагогічний університет імені К. Д. Ушинського, аспірантура
- Інститут педагогіки Національної академії педагогічних наук України, захист дисертації

## Нагороди
- Почесна грамота Національної академії педагогічних наук України
- Подяка Міністерства освіти і Науки України
- Медаль Академії педагогічних наук України “Ушинський К. Д.”